# Eumenes inconspicuus
Eumenes inconspicuus är en stekelart som beskrevs av Smith 1857. Eumenes inconspicuus ingår i släktet krukmakargetingar, och familjen Eumenidae. Utöver nominatformen finns också underarten E. i. conformis.